# District de Bac Quang
Bac Quang est un huyện (district) montagneux de la province de Ha Giang, au Vietnam,.Sa capitale est Viet Quang.

## Géographie
Le district de Bac Quang est situé au sud de la province de Ha Giang, à environ 60 km au nord de la ville de Ha Giang, à environ 210 km du centre de Hanoï, Il est entouré par :
- Le district de Lam Binh et le district de Chiem Hoa de la province de Tuyen Quang à l'est.
- Les districts de Hoang Su Phi et de Quang Binh à l'ouest.
- Le district de Luc Yen, province de Yen Bai et le district de Ham Yen, province de Tuyen Quang au sud.
- Le district de Vi Xuyen au nord.

Le district de Bac Quang a une superficie de 1 105,65 km², la population en 2019 est de 118 690 personnes.

### Terrain
Le terrain est principalement composé de collines calcaires entrecoupées de plaines, traversées par les rivières Lo et Con.
Le district de Bac Quang présente une topographie différente de la topographie de la province de Ha Giang en général, divisée en 3 principaux types de terrain :
- Terrain de moyenne haute montagne : concentré dans les communes de Tan Lap, Lien Hiep, Duc Xuan avec une altitude de 700 m à 1 500 m, principalement constituée de granit, de calcaire et de micaschiste.
- Terrain de basse montagne : à une altitude de 100 m à 700 m, le terrain est vallonné  et propice au développement de cultures industrielles pérennes et d'arbres fruitiers.
- Terrain de la vallée : le terrain est constitué de bandes de terre plates et vallonnées le long des rivières Lo, Con et Xao. La majeure partie des terres exploitées pour la riziculture et les cultures agricoles sont propices à la rétention d'eau et à l'irrigation.

### Climat
Climat tropical chaud et humide, divisé en 4 saisons distinctes, température moyenne autour de 22,5-23 °C.
Les précipitations moyennes sont d'environ 4 665 à 5 000 mm/an.
La saison des pluies s'étend de mai à novembre chaque année, les précipitations représentant 90 % du total des précipitations annuelles.
Bac Quang est l'une des zones avec le plus de jours de pluie au Vietnam, environ 180 à 200 jours/an.

### Ressources forestières, végétation
Bac Quang dispose d'une ressource forestière très importante, y compris des terres montagneuses inexploitées qui peuvent être utilisées à des fins forestières. Le district compte environ 85 200 hectares, soit 78 % de la superficie naturelle. Parmi celles-ci, la forêt de production représente 57 694,73 hectares, soit 72,93 %, principalement des forêts forestières telles que : les matières premières papetières et les forêts de protection pour 21 410,2 hectares, soit 27 % de la superficie forestière totale.
Le groupe des sols alluviaux représente 4 % de la superficie naturelle totale, le phosphore total et le potassium sont pauvres, c'est le type de sol adapté aux cultures à court terme, en particulier aux cultures vivrières.
Groupe Gley : couvre une superficie d'environ 2,4 % terrain bas. Ce groupe de sol est acide et a un drainage difficile. Il est principalement utilisé pour la culture du riz. Le sol est souvent compact, étouffant; le processus de réduction est plus fort que le processus d'oxydation.
Groupe tourbeux : ce groupe de sols a une superficie (36 ha) concentrée dans la commune de Vo Diem. Il a une teneur très élevée en humus, en azote et en phosphore total.
Groupe des sols gris : ce groupe représente  90,8% répartie sur tout le district.
Groupe des sols rouges : représente 0,3 % principalement dans les communes de Vinh Phuc, Dong Yen et Lien Hiep.

## Administration
Le district de Bac Quang comprend 23 unités administratives au niveau communal, dont 2 villes : Viet Quang (chef-lieu du district), Vinh Tuy et 21 communes : Bang Hanh, Dong Tam, Dong Thanh, Dong Tien, Dong Yen, Duc Xuan, Hung An , Huu San, Kim Ngoc, Lien Hiep, Quang Minh, Tan Lap, Tan Quang, Tan Thanh, Thuong Binh, Tien Kieu., Viet Hong, Viet Vinh, Vinh Hao, Vinh Phuc, Vo Diem.

## Histoire
Le 21 décembre 1957, le Comité administratif de Lao-Ha-Yen a publié la décision n° 564/TC+CB. En conséquence, la ville de Vinh Tuy a été créée sur la base de la séparation d'une partie de la zone et de la population de la commune de Vinh Hao.
Le 28 janvier 1967, la ville agricole de Viet Lam a été créée.
Après 1975, le district de Bac Quang de la province de Ha Tuyen comptait 36 unités administratives au niveau communal, dont 2 villes : Vinh Tuy, ferme Viet Lam et 34 communes : Bach Ngoc, Ban Ria, Bang Hanh, Bang Lang, Dong Tam, Dong Yen, Hung An, Huong Son, Huu San, Khuon Lung, Kim Ngoc, Lien Hiep, Na Chi, Na Khuong, Quang Minh, Quang Ngan, Quang Nguyen, Tan Lap, Tan Quang, Tan Trinh, Thong Nguyen, Thuong Son, Tien Kieu, Tien Nguyen, Tien Yen, Trung Thanh, Vi Thuong, Viet Lam, Viet Vinh, Vinh Hao, Vinh Phuc, Vo Diem, Yen Binh, Yen Ha.
Le 18 novembre 1983, le Conseil des ministres a publié la décision n° 136-HDBT. En conséquence :
- Créer la commune de Xuan Minh sur la base d'une partie de la zone naturelle et de la population de la commune de Tan Lap (comprenant 3 villages : Pac Phong, Nam Chang et Lang Cang).
- Fusionner 3 communes : Na Chi, Khuon Lung et Quang Nguyen dans le district de Xin Man pour la gestion.
- Fusionner 3 communes : Thong Nguyen, Tien Nguyen et Xuan Minh dans le district de Hoang Su Phi pour la gestion (actuellement, 2 communes : Tien Nguyen et Xuan Minh sont 2 communes du district de Quang Binh ).
- Fusionner la ville agricole Viet Lam et 5 communes : Thuong Son, Quang Ngan, Trung Thanh, Bach Ngoc, Viet Lam dans le district de Vi Xuyen pour la gestion.

Le district de Bac Quang compte 25 unités administratives communales restantes, dont la ville de Vinh Tuy et 24 communes : Ban Ria, Bang Hanh, Bang Lang, Dong Tam, Dong Yen, Hung An, Huong Son, Huu San, Kim Ngoc, Lien Hiep, Na Khuong, Quang Minh, Tan Lap, Tan Quang, Tan Trinh, Tien Kieu, Tien Yen, Vi Thuong, Viet Vinh, Vinh Hao, Vinh. Phuc, Vo Diem, Yen Binh, Yen Ha.
Le 19 février 1986, le Conseil des ministres a publié la décision n° 14-HDBT. En conséquence :
- La ville de Viet Quang, chef-lieu du district de Bac Quang, a été fondée par la fusion de 988,23 hectares de zone naturelle abritant 1 877 habitants de la commune de Viet Vinh, de 809 hectares de zone naturelle abritant 1 213 habitants de la commune de Quang Minh et de 7 242 fonctionnaires et employés des organismes et unités relevant du district. La ville de Viet Quang compte 1 797,23 hectares de zone naturelle et 10 332 habitants.
- La commune de Viet Hong a été créée sur la base de la fusion de 570 hectares de zone naturelle avec 205 personnes de la commune de Yen Ha ; 164 hectares de zone naturelle avec 820 personnes de la commune de Viet Vinh et 236 hectares de zone naturelle avec 150 personnes de la commune de Hung An. La commune de Viet Hong a une zone naturelle de 970 hectares avec 1 175 personnes.
- Diviser la commune de Lien Hiep en 2 communes : Lien Hiep et Duc Xuan :
  - La commune de Lien Hiep compte 6 028 hectares de zone naturelle et 1 003 habitants.
  - La commune de Duc Xuan compte 4 592 hectares de zone naturelle et 1 154 habitants.

Le 1er octobre 1991, la province de Ha Giang a été rétablie, Bac Quang est devenu un district de la province de Ha Giang.
Le 29 août 1994, le gouvernement a publié le décret n° 112-CP. En conséquence, la commune de Xuan Giang a été créée sur la base de l'ajustement d'une partie de la zone naturelle et de la population de 4 communes : Bang Lang, Na Khuong, Yen Ha et Tien Yen.
Le 29 janvier 1997, le gouvernement a publié le décret n° 8-CP. En conséquence :
- Créer la commune de Thuong Binh sur la base de 4 374,3 hectares de zone naturelle et de 1 701 habitants de la commune de Bang Hanh.
- La commune de Tan Thanh a été créée sur la base de 1.684 hectares d'espace naturel avec 1.478 habitants de la commune de Tan Lap et de 1.800,5 hectares d'espace naturel avec 369 habitants de la commune de Quang Ngan dans le district de Vi Xuyen. La commune de Tan Thanh compte 3 484,5 hectares d'espace naturel et compte 1 847 habitants.

Le 20 août 1999, le gouvernement a publié le décret n° 74/1999/ND-CP. En conséquence, :
- Établir la commune de Dong Tien sur la base de 3 385,6 hectares de zone naturelle et de 2 293 habitants de la commune de Dong Tam.
- Créer la commune de Yen Thanh sur la base de 5 896 hectares de zone naturelle et de 2 826 habitants de la commune de Yen Binh.

Ainsi, fin 2002, le district de Bac Quang comptait 33 unités administratives communales, dont 2 villes : Viet Quang, Vinh Tuy et 31 communes : Ban Ria, Bang Hanh, Bang Lang, Dong Tam, Dong Tien, Dong Yen, Duc Xuan, Hung An, Huong Son, Huu San, Kim Ngoc, Lien Hiep, Na Khuong, Quang Minh, Tan Lap, Tan Quang, Tan Thanh, Tan. Trinh, Thuong Binh, Tien Kieu, Tien Yen, Vi Thuong, Viet Hong, Viet Vinh, Vinh Hao, Vinh Phuc, Vo Diem, Xuan Giang, Yen Binh, Yen Ha, Yen Thanh.
Le 1er décembre 2003, le gouvernement a publié le décret 146/2003/ND-CP sur :
- Créer la commune de Tan Bac sur la base de 5 690 hectares de zone naturelle et de 3 644 habitants de la commune de Tan Trinh.
- La commune de Dong Thanh a été créée sur la base de 3 891,10 ha de zone naturelle avec 2 293 habitants de la commune de Dong Yen et de 1 478 ha de zone naturelle avec 443 habitants de la commune de Vinh Hao. La commune de Dong Thanh compte 5 369,1 ha de zone naturelle et 2 736 habitants.
- Ajuster 52 767 hectares de zone naturelle et 42 947 personnes du district de Bac Quang (y compris toute la zone naturelle et la population de 12 communes : Ban Ria, Yen Thanh, Yen Binh, Bang Lang, Xuan Giang, Na Khuong, Yen Ha, Tien Yen, Huong Son, Tan Trinh, Vi Thuong et Tan Bac) pour établir le district de Quang Binh.

Après ajustement des limites administratives pour établir le district de Quang Binh, le district de Bac Quang compte 108 359 hectares d'espace naturel et 102 293 habitants répartis en 23 unités administratives communales, dont 2 villes : Viet Quang, Vinh Tuy et 21 communes : Dong Tam, Dong Tien, Dong Yen, Duc Xuan, Bang Hanh, Huu San, Hung An, Kim Ngoc, Lien Hiep, Quang Minh, Tan Lap, Tan. Quang, Tan Thanh, Thuong Binh, Tien Kieu, Vo Diem, Viet Hong, Viet Vinh, Vinh Hao, Vinh Phuc, Dong Thanh et 2 villes : Viet Quang, Vinh Tuy.
Le 25 août 2010, le ministère de la Construction a publié la décision n° 780/QD-BXD reconnaissant la ville de Viet Quang comme une zone urbaine de type IV.

## Trafic
La route nationale 2 traverse le district du nord au sud. De plus, la route nationale 279 relie Tuyen Quang à Lao Cai d'est en ouest.
C'est également dans cette localité que le projet d'autoroute Tuyen Quang - Ha Giang est en cours de construction.

## Tourisme
- Cascade de Thuy, ville de Viet Quang
- Village touristique culturel, production de papier du groupe ethnique Dao Thanh Son, ville de Viet Quang
- Tourisme culturel - Village spirituel du village de Tan Son, ville de Viet Quang
- Grotte de Nam Pau à Duc Xuan
- Grotte Tu Cung, commune de Vinh Phuc
- Zone écotouristique de Nam An à Tan Thanh.
- Réservoir hydroélectrique de Nam Mu.
- Ho Quang Minh est associé au village touristique culturel du hameau de Khiem, commune de Quang Minh.
- Site de sous-relique révolutionnaire de Trong Con (commune de Bang Hanh).